# Szerszuny (wieś)
Szerszuny (biał. Шаршуны, ros. Шершуны) – wieś na Białorusi, w obwodzie mińskim, w rejonie mińskim, w sielsowiecie Szerszuny.
Dawniej wieś, w której mieszkała ludność prawosławna. W czasach Rzeczypospolitej ziemie te leżały w województwie mińskim. Odpadły od Polski w wyniku II rozbioru. W granicach Rosji wieś należała do ujezdu wilejskiego w guberni wileńskiej. Ponownie pod polską administracją w latach 1919–1920 w okręgu wileńskim Zarządu Cywilnego Ziem Wschodnich.
W pobliżu istniał folwark, w miejscu którego znajduje się dziś osiedle tej samej nazwy.